# شدو فایت
شدو فایت یا مبارزه سایه (به انگلیسی: shadow fight) یک سری بازی ویدئویی مبارزه ای می‌باشد که توسط نکی طراحی شده‌است. هر مبارزه در خاور دور برگزار می‌شود که شامل فعالیت‌های رزمی بین رزمندگان است که به‌طور معمول سایه‌نما می‌باشند. قبل از اینکه بازی منجر به دو قسمت شود که به عنوان بازی‌های رایگان برای موبایل در دسترس باشند، قسمت اول بازی در ابتدا به عنوان یک بازی در فیس‌بوک منتشر شد.نسخه ی دوم این بازی در سال ٢۰۱٣ با گرافیک و گیم پلی بهبود یافته انتشار یافت و با استقبال فوق العاده ی طرفداران همراه بود به طوری که تا به امروز صد و ده میلیون نصب فعال در گوگل پلی استور داشته است.نسخه ی سوم در سال ٢۰۱٧ با گرافیک بسیار خیره کننده و با کیفیت تر انتشار یافت و از حالت سایه نما که در نسخه های پیشین بود به گرافیک واقع گرایانه تری دست یافت.در سال ٢۰٢۰ نسخه ی چهارم بازی با نام Shadow fight arena به عرصه پا نهاد ولی چندان به اندازه ی شادو فایت ٢ و ٣ محبوب نبود زیرا که بخش داستانی بسیار کوتاه تر بود و یکسری قابلیت های محبوب نیز حذف شده و بازی به طور کلی آنلاین شد. در سال 2023 آخرین نسخه ی این بازی با نام Shadow fight:shades منتشر شد که ادامه ی داستان شادو فایت ٢ بود و از گرافیک بسیار چشم نواز در عین سایه ای بودن شخصیت ها و گیم پلی روان و تکامل یافته بهره می برد.